# Spin (album)
Spin is het debuutalbum van de Nederlandse jazzrockband Spin.
De groep werd in 1976 opgericht door Rein van den Broek en bestond voornamelijk uit leden van de symfonische rockband Ekseption, die wegens interne strubbelingen in 1975 een pauze had ingelast. Nog datzelfde jaar verscheen de single 'Grasshopper'. Het nummer werd goed ontvangen door het publiek en wist zelfs de Billboard Hot 100 te bereiken waar het twee weken in stond op #95. Later dat jaar werd het volwaardige, titelloze album Spin uitgebracht.

## Nummers
| Nr. | Titel                    | Schrijver(s)         | Duur |
| --- | ------------------------ | -------------------- | ---- |
| 1.  | Grasshopper              | H. Jansen, J. Vennik | 4:39 |
| 2.  | Spinning                 | J. Hollestelle       | 4:03 |
| 3.  | Excenter                 | J. Vennik            | 5:18 |
| 4.  | Sea and Seasons          | H. Hollestelle       | 4:57 |
| 5.  | Little Bitch             | H. Hollestelle       | 4:57 |
| 6.  | Sunday Afternoon's Dream | J. Hollestelle       | 4:57 |
| 7.  | Flat Tyre                | H. Hollestelle       | 4:37 |
| 8.  | Beautiful Queenie        | H. Jansen            | 3:32 |

## Bezetting
- Rein van den Broek, bugel en trompet
- Jan Vennik, fluit
- Hans Jansen, keyboard
- Hans Hollestelle, gitaar en synthesizer
- Jan Hollestelle, basgitaar, cello, piano en synthesizer
- Cees Kranenburg, drums